# Shaula Vega
Shaula Obscura Vega, nombre artístico de Shaula Vega, es una actriz de cine y televisión mexicana hija de los primeros actores Jorge Luke e Isela Vega, además es también hermana del actor Arturo Vázquez y tía de la actriz Tania Vázquez.

## Biografía y carrera artística
Nació en México. Desde muy pequeña decidió dedicarse a la actuación gracias a sus padres y cuando creció se mudó a Los Ángeles para estudiar en la gran academia de actuación Lee Strasberg, participando en obras de teatro y danza.
Regresando a México, ingresa al CEA de Televisa para seguir forjándose como actriz principalmente en telenovelas y así fue en el año 2000 que Lucy Orozco le da oportunidad de debutar como antagonista en la telenovela Ramona donde interpretó a Manuela, una chica y principal rival de amores de la protagonista, Kate del Castillo.
Después de ese papel siguió participando en series y películas tanto en México como en otros lados como por ejemplo en los unitarios de Televisa de La rosa de Guadalupe y Como dice el dicho y la serie biográfica de Luis Miguel, mientras tanto en títulos de películas participó en No eres tu soy yo, Canela y Elogio a las armas y algunas otras por mencionar.
En 2020 participó en la novela de Telemundo 100 días para enamorarnos como Marlene, al lado de los actores Ilse Salas, Erick Elías, Mariana Treviño y David Chocarro.

## Vida personal
Tiene un hijo llamado Lennon el cual nació en 2018, según declaró en una entrevista que le hicieron y en la que compartió momentos de su vida íntima.

## Filmografía

### Televisión
- Pacto de sangre (2023) .... Directora[17]
- 100 días para enamorarnos (2020) .... Marlene Blanco[18]
- Confetti (2019-2020) .... Periqué Sánchez
- Luis Miguel: la serie (2018) .... Irma[19]
- A dos de tres caídas (2012) .... Alma
- Como dice el dicho (2011) .... Varios personajes
- La rosa de Guadalupe (2010-2011) .... Varios personajes
- Vidas cruzadas (2009) .... Gloria
- Ramona (2000) .... Manuela

### Cine
- Among Thieves (2019) .... Gloria
- Como se un Latin Lover (2017) .... Madre de Máximo
- El edificio (2013) .... Karina
- Canela (2011) .... Máma
- No eres tu, soy yo (2010) .... Gaby Rincón
- Pecado original (2001) .... Chica desvestida